# Guillaume Herbaut
Guillaume Herbaut est un photographe et journaliste français né le 1er décembre 1970 à Suresnes.
Reconnu pour son travail sur le site de Tchernobyl en Ukraine, il est lauréat de trois World Press Photo en 2009, 2012 et 2022, du prix Niépce en 2011, et du Prix Bayeux-Calvados des correspondants de guerre en 2016.

## Biographie
Guillaume Herbaut, né en 1970, est un membre fondateur du collectif de photographes L'Œil public, créé en 1995.
Actif en Ukraine depuis 2001, il a en particulier suivi de décembre 2013 à mai 2014 la crise dans ce pays de Kiev à Slaviansk.
À plusieurs reprises, il a réalisé des photographies dans la zone interdite de Tchernobyl. Ce travail au long cours, intitulé « Ukraine Crisis » est composé de nombreux reportages réalisés pour les journaux et les magazines est publié par Paris Match, Le Figaro Magazine et Le Monde.
Il obtient un World Press Photo en 2022 pour Ukraine Crisis, travail au long cours sur la crise ukrainienne réalisé entre 2013 et 2021 et dont il publie les images dans le livre Ukraine, terre désirée, aux éditions Textuel la même année.
Guillaume Herbaut est membre de l'Agence VU.

## Publications
Liste non exhaustive
- Tchernobylsty, Le Petit Camarguais, 2003, 140 p. (ISBN 978-2951810518)

- Urakami, Anabet, 2006, 48 p. (ISBN 2352660114)
- Shkodra, Collection des Photographes - CDP Éditions, coll. « Visa pour l’image “20 Ans” », 2008 (ISBN 9782351300138)
- Collectif Œil Public, Dignité, droits humains et pauvreté, Amnesty International / Textuel, 2010 (ISBN 2845973705)
- Guy-Pierre Chomette (photogr. Guillaume Herbault), Odon Vallet : Biographie Philanthropique, Democratic books, 2010, 237 p. (ISBN 978-2361040062)
- Ukraine de Maïdan au Donbass, Paris, Collection des Photographes - CDP Éditions, 2014 (ISBN 2351300785)
- 7/7. L'Ombre des Vivants, Paris, Éditions de La Martinière, 2016, 168 p. (ISBN 2732478709)[6]
- Pour Mémoire, Collection des Photographes - CDP Éditions, coll. « La Grande Arche », 2018 (ISBN 9782351301234)
- Ukraine, terre désirée (préf. Galia Ackerman), Paris, Éditions Textuel, 2022, 216 p. (ISBN 9782845979260)

## Expositions
Liste non exhaustive

### Expositions personnelles
- 2018 : Pour Mémoire, Grande Arche du Photojournalisme, Paris
- 2019 : Ukraine, de Maïdan à la guerre, Stimultania, Strasbourg
- 2021 : La Ve, Visa pour l’Image, Couvent des Minimes, Perpignan[7]
- 2021 : Orages, Centre du patrimoine arménien, Valence, du 22 octobre 2021 au 13 mars 2022[8],[9]
- 2022 : Une histoire douloureuse, Galerie 15, Paris, du 22 au 26 mars 2022
- 2022 : Ukraine, terre désirée, festival L’Œil urbain, Corbeil-Essonnes, du 1er avril au 22 mai 2022[10]
- 2022 : Photographies en guerre, Musée de l’Armée, Invalides, Paris, du 6 avril 2022 au 24 juillet 2022[11]
- 2023 : « 9x10 » , L'Ukraine, Lviv, Opéra de Lviv, Galerie de Glace, du 21 février au 23 mars 2023

### Expositions collectives
- 2025 : Ukraine, la mort dans l'âme, exposition collective retraçant les événements marquants des différents conflits ayant eu lieu en Ukraine au cours de la dernière décennie, témoignant à la fois des violences mais aussi de la force de résilience et d’humanité du peuple ukrainien, avec des photos d'Antoine d'Agata, Laurent Van der Stockt, Guillaume Herbaut, Éric Bouvet, Marc Polini, Patrick Wack, Maxim Dondyuk, Véronique de Viguerie, Édouard Elias, Espace culturel départemental Lympia, Nice, du 8 février au 23 mars 2025 [12] , [13]

## Récompenses
Liste non exhaustive
- 1999 : Lauréat de la Fondation de France.
- 2001 : Prix Kodak de la critique photographique[14].
- 2002 : Prix du livre Fuji[14].
- 2004 : Prix Lucien Hervé[15]
- 2009 : World Press Photo, « Photo Contest, Contemporary Issues, Singles », 2e prix[16]
- 2011 : Prix Niépce[1]
- 2012 : World Press Photo, « Photo Contest, Portraits, Singles, 2e prix »[17]
- 2016 : Prix Bayeux-Calvados des correspondants de guerre[18]
- 2022 : World Press Photo, « Photo Contest, Europe, Long-Term Projects » pour Ukraine Crisis, travail au long cours sur la crise ukrainienne réalisé entre 2013 et 2021[4].
- 2022 : Lauréat de la Résidence 1+2, « Sur les pas d’Eugène Trutat, photographe, pyrénéiste, et géologue »[19], Muséum de Toulouse[20]
- 2024 : Lauréat de la résidence photographique du musée de l'Armée avec un projet autour du drapeau[21]

## Distinction
Chevalier de l'ordre des Arts et des Lettres (2025)

## Documentaire
- Ukraine, des photographes dans la guerre, documentaire de Julien Boluen et Frédéric Decossas, avec Guillaume Herbaut, Chloe Sharrock, Éric Bouvet et Guillaume Binet, LCP, 2022, 52 min[23]